# 1607
- Wikisource

| Calendário gregoriano                                                        | 1607 MDCVII                         |
| Ab urbe condita                                                              | 2360                                |
| Calendário arménio                                                           | 1056 – 1057                         |
| Calendário bahá'í                                                            | -237 – -236                         |
| Calendário budista                                                           | 2151                                |
| Calendário chinês                                                            | 4303 – 4304 Início a 28 de janeiro  |
| Calendário copta                                                             | 1323 – 1324                         |
| Calendário etíope                                                            | 1599 – 1600                         |
| Calendários hindus - Vikram Samvat - Calendário nacional indiano - Cáli Iuga | 1662 – 1663 1528 – 1529 4707 – 4708 |
| Calendário Holoceno                                                          | 11607                               |
| Calendário islâmico                                                          | 1016 – 1017                         |
| Calendário judaico                                                           | 5367 – 5368                         |
| Calendário persa                                                             | 985 – 986                           |
| Calendário rúnico                                                            | 1857                                |
| Calendário solar tailandês                                                   | 2150                                |

1607 (MDCVII, na numeração romana)  foi um ano comum do século XVII do actual Calendário Gregoriano, da Era de Cristo, e a sua letra dominical foi G, teve 52 semanas, início numa segunda-feira, e terminou também numa segunda-feira.
| Ano completo                         |
| ------------------------------------ |
| Ano comum com início à segunda-feira |

## Eventos
- Estreia em Mantua, na Corte dos Gonzaga, La Favola de Orfeo de Claudio Monteverdi, a primeira ópera moderna.

### Abril
- 25 de abril — Batalha de Gibraltar, episódio da Guerra dos Oitenta Anos, onde a frota holandesa destrói a armada espanhola.

### Maio
- 14 de maio - Fundação de Jamestown, na Virgínia, a primeira colónia inglesa no Novo Mundo.

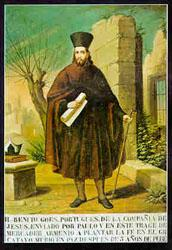
Bento de Góis. Quadro do Santuário de Loiola (Espanha).

## Mortes
- 11 de Abril - Bento de Góis, jesuíta e explorador terrestre português.
- 25 de Maio - Santa Maria Madalena de Pazzi, carmelita e santa católica italiana (n. 1566).

## Epacta e idade da Lua
| Epacta gregoriana | 2       |
| Idade da Lua      | Letra b |